# Macumae (hrad)
Hrad Macumae (japonsky 松前城; Macumae-džó) je hrad ležící ve městě Macumae na ostrově Hokkaidó v Japonsku. Byl sídelním hradem klanu Macumae a je také zřejmě jediným hradem z období Edo na ostrově Hokkaidó.

## Historie
Nejprve postavený v roce 1606. V roce 1637 podlehl požáru, znovu byl přestavěn v roce 1639.
Současný zámecký komplex, který pochází z roku 1854, byl postaven tak, aby odradil útoky cizích námořních sil. Pouze 30 metrů vysoká hlavní věž a brána přežila zničení po reformách Meiji, která začala v roce 1868. Hradní věž však shořela v roce 1949 a v roce 1960 byla postavena replika.
Všechny zámecké objekty jsou dnes veřejným parkem.